# Tianhe Stadium
Tianhe Stadium (chiń. 天河体育场; pinyin Tiānhé Tǐyùchǎng) – wielofunkcyjny stadion położony w mieście Kanton, w Chińskiej Republice Ludowej. Jest aktualnie wykorzystywany głównie w meczach piłkarskich. Pojemność stadionu wynosi 60 000 osób. Został zbudowany w 1987. Odbył się na nim mecz inauguracyjny oraz finałowy Mistrzostw Świata w piłce nożnej kobiet w 1991 roku. Na stadionie rozgrywane są niektóre ważniejsze mecze drużyny Guangzhou Evergrande.